# Cabine de bain
Cet article possède un paronyme, voir Cabine.

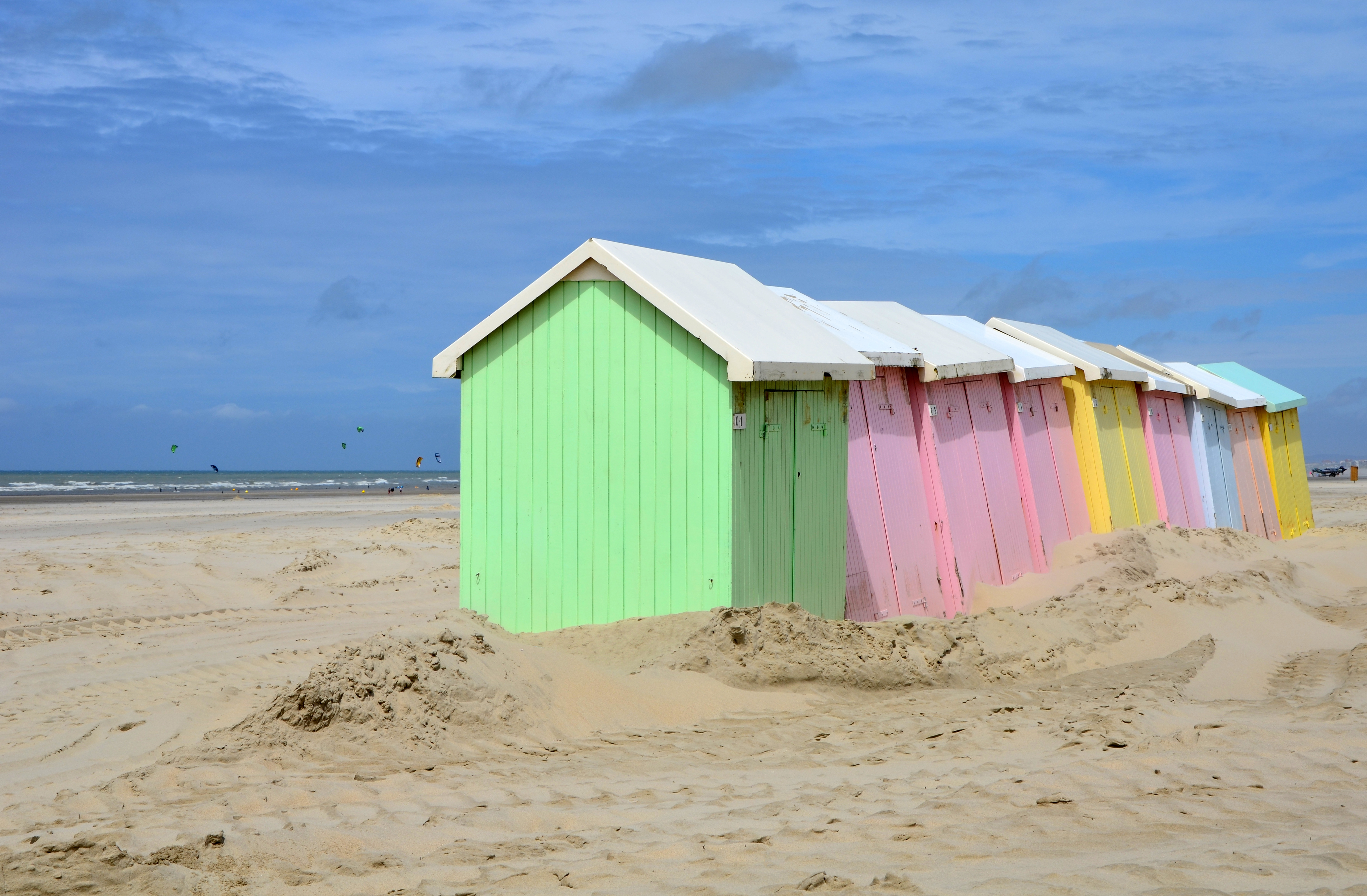
Cabines de bain à Berck.

Une cabine de bain ou cabine de plage est une construction de petite dimension, constituée généralement d'une seule pièce, permettant de mettre une tenue de bain avant d'aller nager. Ces cabines sont usuellement en bois peint.

## Historiquement

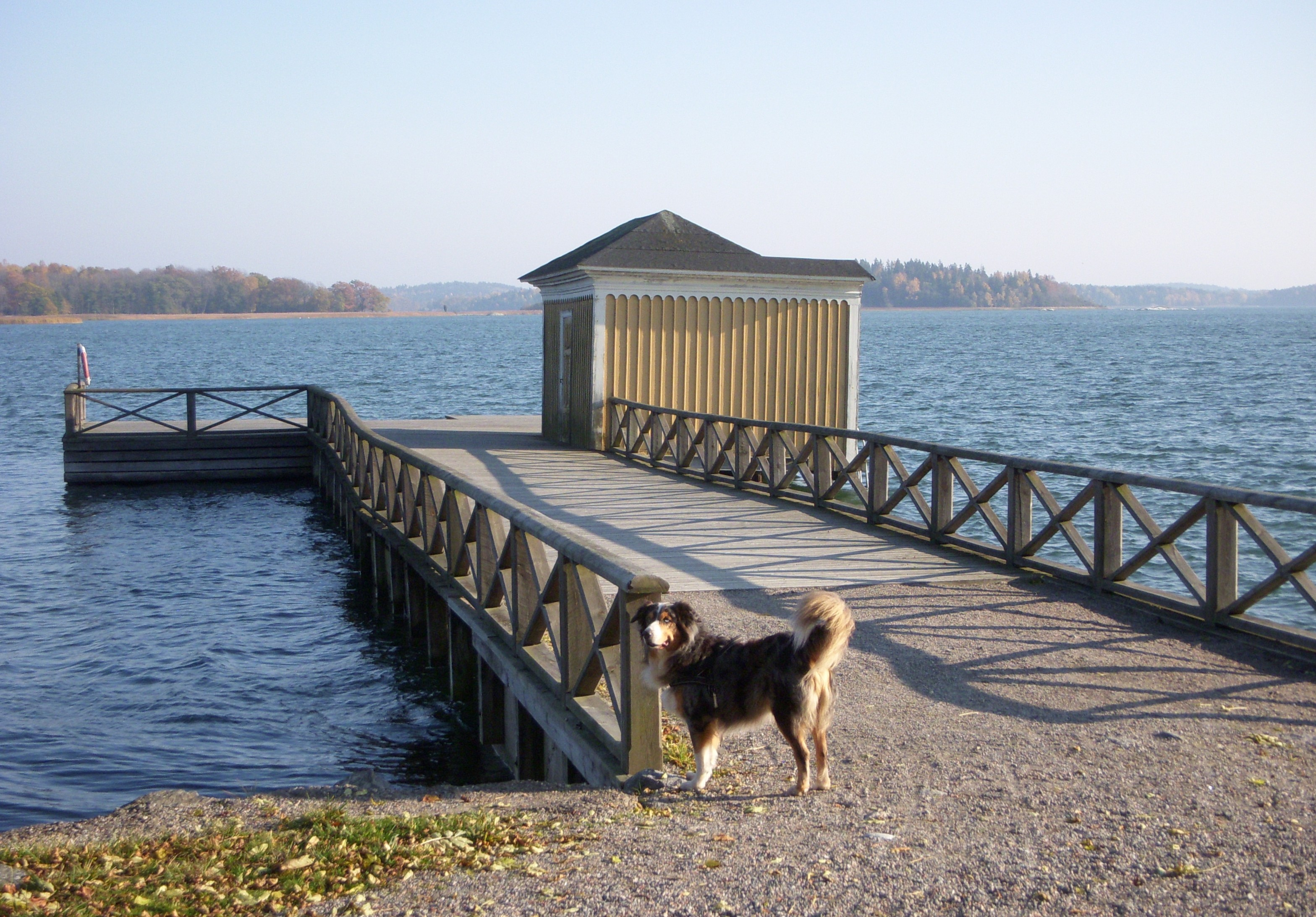
La jetée et la cabine de bain du palais de Tullgarn en Suède (1844).
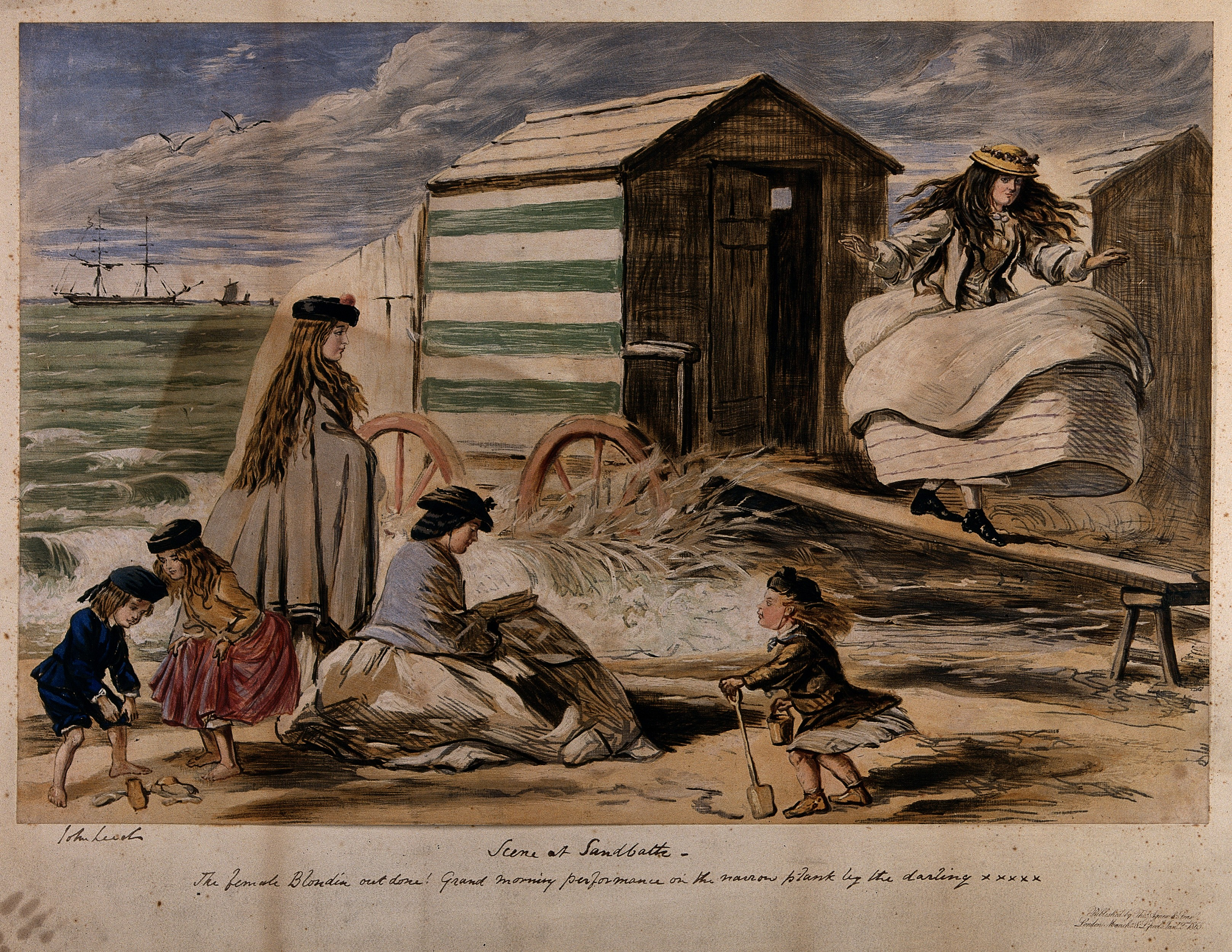
Une roulotte de bain en 1865 (chromo de John Leech).

Les premières cabines de bain avaient pour but de se changer et de rentrer dans l'eau sans être vu. Certaines étaient donc munies de roues (roulottes de bain).

## Localisation
Ces cabines sont généralement placées sur les plages hors d'atteinte de la marée haute. Elles sont le plus souvent alignées côte à côte sur une seule rangée sur le bord le plus éloigné de la mer.